# Фелісія Душка Пападімітріу
Пані Фелісія Душка Пападімітріу (Felicia Dushka Papadimitriu) (10 січня 1974, Панама) — панамський дипломат. Надзвичайний і Повноважний Посол Панами в Україні за сумісництвом (2012—2013).

## Життєпис
Народилася 10 січня 1974 року. У 1996—1997 рр. навчалася в Університеті Сіднея, Австралія, диплом з міжнародного маркетингу; 1992—1996 рр. Бостонський університет, Бостон, Массачусетс, США, Бакалавр з маркетингу та реклами; 1994 Літній університет у Греноблі, Франція, інтенсивна французька програма; 1989—1992 Калвер Індіана, США; 1989 Chateau Beau — Cedre, Montreux, Швейцарія (школа обробки); 1987—1989 Панамська міжнародна школа, Панама. Володіє мовами: іспанською, англійською, французькою та грецькою.
У 1998—2009 рр. — працювала менеджером з продаж Управління та забезпечення активних та відповідальних продажів компанії DELI FISH PANAMA Sales SA.
З 2009 року на дипломатичній роботі.
У 2011—2013 рр. — Надзвичайний і Повноважний Посол Панами у Греції та на Кіпрі за сумісництвом. 2 лютого 2011 року вручила вірчі грамоти Президенту Республіки Греції.
У 2012—2013 рр. — Надзвичайний і Повноважний Посол Панами в Україні за сумісництвом. 12 березня 2012 року вручила вірчі грамоти Президенту України Віктору Януковичу.
У 2012—2013 рр. — Надзвичайний і Повноважний Посол Панами в Болгарії за сумісництвом.